# ベニク・アフォベ
ベニク・トゥナニ・アフォベ（Benik Tunani Afobe, 1993年2月12日 - ）は、イングランド・ロンドンレイトン出身のサッカー選手。ミルウォールFC所属。ポジションはフォワード。

## 経歴
2001年にアーセナルFCのユースチームでキャリアをスタートさせ、2010年にトップチームに昇格した。その後、ハダースフィールド・タウンFC、レディングFC、ボルトン・ワンダラーズFC、ミルウォールFC、シェフィールド・ウェンズデイFCにレンタル移籍した。
2014-15シーズンはミルトン・キーンズ・ドンズFCにレンタル移籍。
2015年1月、ウルヴァーハンプトン・ワンダラーズFCへ完全移籍、3年半の契約を結んだ。
2018年6月1日、ウルヴァーハンプトン・ワンダラーズFCはオプションを行使し、アフォベと長期契約を締結した。
2018年6月12日、ストーク・シティFCに買い取り義務付きレンタル移籍。2019年1月、ストーク・シティFCに完全移籍。

## 代表歴
イングランド代表として各年代でプレーし、アーセナルユース時代には、アンリ2世とベンゲルが惚れ込んだ程の逸材。2012年にはUEFA U-19欧州選手権に出場した。
2017年6月10日、コンゴ民主共和国代表としてアフリカネイションズカップ予選に出場し、A代表デビューを果たした。

## 所属クラブ
- アーセナルFC 2010-2015

→ ハダースフィールド・タウンFC 2010-2011 (loan)
→ レディングFC 2012 (loan)
→ ボルトン・ワンダラーズFC 2012-2013 (loan)
→ ミルウォールFC 2013 (loan)
→ シェフィールド・ウェンズデイFC 2014 (loan)
→ ミルトン・キーンズ・ドンズFC 2014-2015 (loan)
- ウルヴァーハンプトン・ワンダラーズFC 2015-2016
- AFCボーンマス 2016-2018

→ ウルヴァーハンプトン・ワンダラーズFC 2018 (loan)
- ウルヴァーハンプトン・ワンダラーズFC 2018

→ ストーク・シティFC 2018 (loan)
- ストーク・シティFC 2019-

→ ブリストル・シティFC 2019-2020 (loan)
→ トラブゾンスポル 2020-2021 (loan)
→ ミルウォールFC 2021- (loan)

## タイトル
クラブ
アーセナルFC
- プレミアアカデミーリーグ 2009-2010

レディングFC
- チャンピオンシップ 2011-2012

ウルヴァーハンプトン・ワンダラーズFC
- チャンピオンシップ 2017-2018

代表
- UEFA U-17欧州選手権 2010